# Bussière-Poitevine
Bussière-Poitevine is een plaats en voormalige gemeente in het Franse departement Haute-Vienne (regio Nouvelle-Aquitaine) en telt 960 inwoners (1999). De plaats maakt deel uit van het arrondissement Bellac. Bussière-Poitevine is op 1 januari 2019 gefuseerd met de gemeenten Darnac, Saint-Barbant en Thiat tot de gemeente Val-d'Oire-et-Gartempe. 

## Geografie
De oppervlakte van Bussière-Poitevine bedraagt 42,5 km², de bevolkingsdichtheid is 22,6 inwoners per km².
De onderstaande kaart toont de ligging van Bussière-Poitevine met de belangrijkste infrastructuur en aangrenzende gemeenten.

## Demografie
Onderstaande figuur toont het verloop van het inwonertal (bron: INSEE-tellingen).